# 貝托爾德一世 (士瓦本)
貝托爾德一世（德語：Berthold von Rheinfelden，约1060年—1090年5月18日），或稱為萊茵費爾登的貝托爾德，士瓦本公爵（1079年—1090年）。
貝托爾德一世是士瓦本公爵萊茵費爾登的魯道夫長子，魯道夫是皇帝亨利四世的對立國王。貝托爾德一世母親的身份不明；有些記載認為這是魯道夫的第一任妻子瑪蒂爾德（亨利四世的妹妹），而另一些記載則認為這是魯道夫的第二任妻子薩沃伊的阿德萊德（在這種情況下，貝托爾特的出生年份將是1062年），有一種記載認為她是某妻子，或是另一位不知名的妃子。
1079年魯道夫的第二任妻子阿德萊德去世後，魯道夫被困在薩克森，與士瓦本的盟友聯繫也被切斷，因此魯道夫需要有人來監視德意志南部的局勢。因此，魯道夫封他的兒子貝托爾德為士瓦本公爵。 然而，皇帝亨利四世任命領土擁有戰略優勢的斯陶芬的腓特烈為士瓦本公爵 。
士瓦本公國因與亨利四世的內戰而陷入混亂。1084年，貝托爾德一世遭到亨利四世支持者圍攻，最終將戰鬥交給他的姊夫貝托爾德二世和巴伐利亞公爵韋爾夫四世。貝托爾德一世於1090年去世，並沒有子嗣，被埋葬在聖布拉修斯修道院。貝托爾德二世與貝托爾德一世的姊姊艾格妮絲結婚，繼承他的士瓦本公爵爵位。